# Naval Weapons Station Yorktown

Naval Weapons Station Yorktown est une base de la marine américaine située en Virginie. Elle fournit une installation de stockage et de chargement d'armes et de munitions pour les navires de la flotte américaine de l'Atlantique.

## Site
Le complexe de la station d’armes navale (NWS) (y compris l’Annexe de Cheatham) a une superficie de 54 km2, soit environ 1/5 de la superficie totale du comté de York, dans lequel se trouve la majeure partie du territoire; une petite partie se trouve dans le comté de James City.
La station est délimitée au nord-ouest par le Naval Supply Center Annex Cheatham, la réserve de carburant d'urgence Virginia et des terrains appartenant au département de l'Intérieur; au nord-est par presque 23 kilomètres de la rivière York et du parc historique national colonial; au sud-ouest par les routes 143 et I-64; et au sud-est par la route 238 et la communauté de Lackey,.
La station est limitrophe des villes de Newport News et de Williamsburg. 
Le grand camp Peary, qui a également une grande partie de la façade de la rivière York du côté nord de la péninsule de Virginie, est adjacent à la station navale.

## Historique

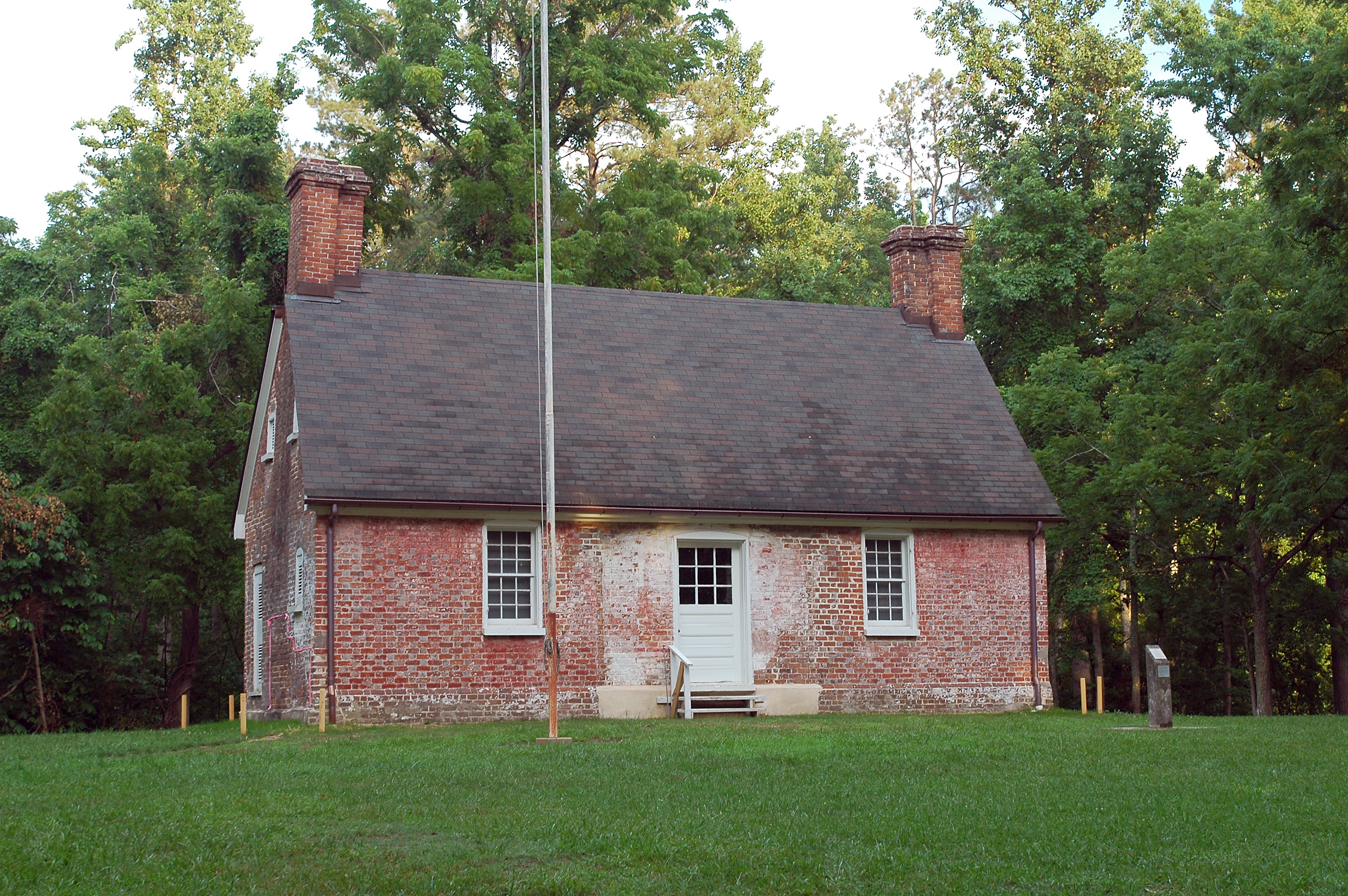
, la seule maison de campagne originale encore debout sur la station

Le site de NWS Yorktown est riche en histoire de l’ère coloniale (1607-1776), ainsi que de celle de la guerre de Sécession (1861-1865). La station est située sur la rivière York, dans une région qui fut l'un des premiers établissements britanniques en Virginie. Ils ont déplacé les Kiskiack et d'autres tribus amérindiennes de la Confédération Powhatan, qui habitaient historiquement la région.
La structure la plus ancienne de la base de Yorktown est la "Kiskiack (Lee House) (en)", construite comme résidence privée à la fin du XVIIe siècle par l’immigré anglais Henry Lee. À cette époque, le propriétaire de la ferme cultivait probablement du tabac pour l'exportation. Elle est inscrit au registre national des lieux historiques et au registre des monuments de Virginie. Les descendants de la famille Lee étaient propriétaires de la propriété jusqu'à son acquisition en 1918 par le gouvernement fédéral pour le Navy Mine Depot.
L'infanterie coloniale de la guerre d'indépendance américaine et les forces de guerre de sécession ont parcouru la vieille route de Williamsburg qui traverse aujourd'hui la base.
Vers 1914, la société DuPont acquiert un site de 16 km2 sur les rives de la rivière York et construit une usine de dynamite, connue sous le nom de Penniman. Avant que la production de DuPont ne commence, la marine acquit le site en août 1918 par proclamation présidentielle en réponse au déclenchement de la Première Guerre mondiale en Europe. Le base a fini par devenir la plus grande installation navale au monde.

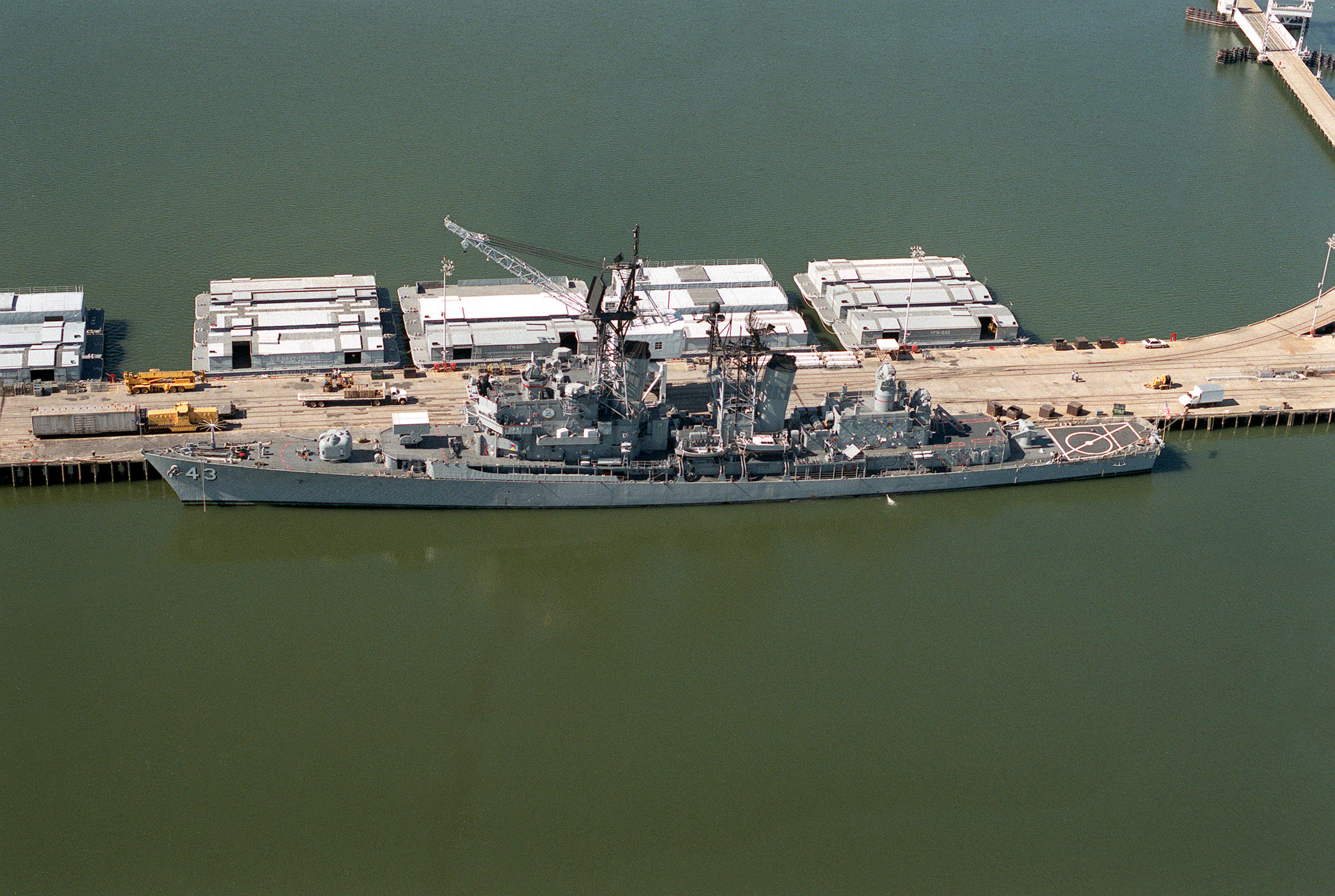
à la base de Yorktown en 1990

La marine a acquis la propriété pour établir le dépôt de la marine sur ce site. La marine prévoyait de dresser un barrage de mines en mer du Nord afin de protéger la navigation commerciale et avait besoin d’une usine au bord de l’Atlantique pour soutenir ses efforts. 
Yorktown se trouvait à proximité de la base d'Hampton Roads, du chantier naval de Norfolk et des bases de carburant du cinquième district naval. Elle avait un excellent accès au réseau de transport, les lignes principales du chemin de fer de l’Ohio et du Chesapeake formant l’une des limites du Dépôt, et huit kilomètres donnant sur la rivière York, navigable, les navires de plus grande dimension et de plus grand tirant d'eau pouvaient y naviguer.
Pendant la Première Guerre mondiale, environ 10 000 personnes travaillaient dans les installations navales. De nombreux travailleurs vivaient dans la ville de Penniman. Après la fin de la Première Guerre mondiale, cette communauté a également disparu à mesure que les travailleurs s'éloignaient. Halstead's Point, une autre communauté de travailleurs de la station, a également décliné et disparu.

## Usage actuel
Au fil des ans, les besoins et responsabilités techniques de la Marine se sont multipliés et se sont traduits par des développements correspondants sur la base, destinés à soutenir la flotte atlantique.
Dans le cadre de la consolidation des installations de la marine au milieu de l’Atlantique, Cheatham Annex, qui était autrefois une annexe du Fleet Industrial Supply Center de Norfolk, a été incorporée à la station le 1 er octobre 1998. Ce terrain connu sous le nom de triangle historique de la Virginie coloniale, a été acquis par la marine le 21 juin 1943. L'annexe de Cheatham comprend l'ancien site de la "ville perdue" de Penniman, en Virginie.
La Station Yorktown accueille 25 unités locataires, dont le Commandement des munitions de la Marine, le soutien et la formation en ophtalmologie navale, ou encore l'Équipe de sécurité antiterroriste de la 2e flotte.